# Cerrolobo
Cerrolobo es una pedanía del municipio de Albacete, en la comunidad autónoma de Castilla-La Mancha, España. Se sitúa a 37 kilómetros al sureste de la capital provincial, entre los municipios de Pozohondo y Pozo Cañada . 
La localidad se divide en dos núcleos: Cerrolobo de Abajo, al sur, y Cerrolobo de Arriba, al norte. Aunque esta distinción es reciente, los habitantes suelen referirse a la pedanía como un todo sin diferenciar entre ambos barrios . 
Juan José Sánchez García es el actual alcalde pedáneo de Cerrolobo, que pertenece administrativamente al Ayuntamiento de Albacete. Es miembro del Partido Popular y ocupa el cargo desde 2019, siendo reelegido en las elecciones municipales de 2023  

## Historia
Existen documentos del siglo XVI en los que ya aparece mencionado el nombre de Cerrolobo, cuando sus tierras pertenecían a la familia Núñez, una de las más antiguas de la zona. A lo largo del tiempo, los descendientes de esta familia fueron estableciéndose de manera permanente en la pedanía, conformando lo que hoy se conoce como el barrio antiguo o tradicional de Cerrolobo. Hasta la actualidad, la mayoría de los habitantes de este barrio descienden directamente de los Núñez , los Tárraga y los López Del Castillo, lo que ha mantenido un fuerte lazo familiar y cultural entre sus vecinos.
Con el paso de los años y el desarrollo agrícola de la región, se formó el llamado Barrio Nuevo, también conocido como Casas Nuevas o actualmente Cerrolobo de Arriba. Este barrio fue habitado principalmente por trabajadores del campo que cultivaban las tierras de los propietarios del barrio tradicional. Estos trabajadores y sus familias se establecieron de forma definitiva, dando lugar a una comunidad con fuertes vínculos familiares. Hoy en día, es común que muchos de sus vecinos compartan apellidos como Sánchez, Alfaro o García, reflejo de esa herencia común.
Durante el siglo XX, Cerrolobo vivió una época de auge poblacional, llegando a contar con más de 300 habitantes. En esa época, la pedanía disponía de escuela, bares, comercios y una activa vida social. Cabe destacar la existencia de La Tejera, una fábrica de tejas de gran importancia local, propiedad de la familia Sánchez García, que contribuyó al dinamismo económico del pueblo.
Cerrolobo ha sido tradicionalmente un núcleo rural dedicado a la agricultura, con una especial relevancia en el cultivo de productos típicos de la zona, como los campos de azafrán, muy apreciados tanto a nivel regional como nacional.
Hoy en día, Cerrolobo sigue resistiendo al paso del tiempo. Aunque ha cambiado, aún conserva la esencia de siempre: un lugar donde la historia se lleva en el apellido, donde cada casa tiene una historia que contar y donde el sentido de comunidad no se ha perdido. Cerrolobo no es solo un punto en el mapa: es un pueblo con alma, con memoria y con ganas de seguir siendo lo que siempre ha sido, una gran familia.

## Entorno Natural

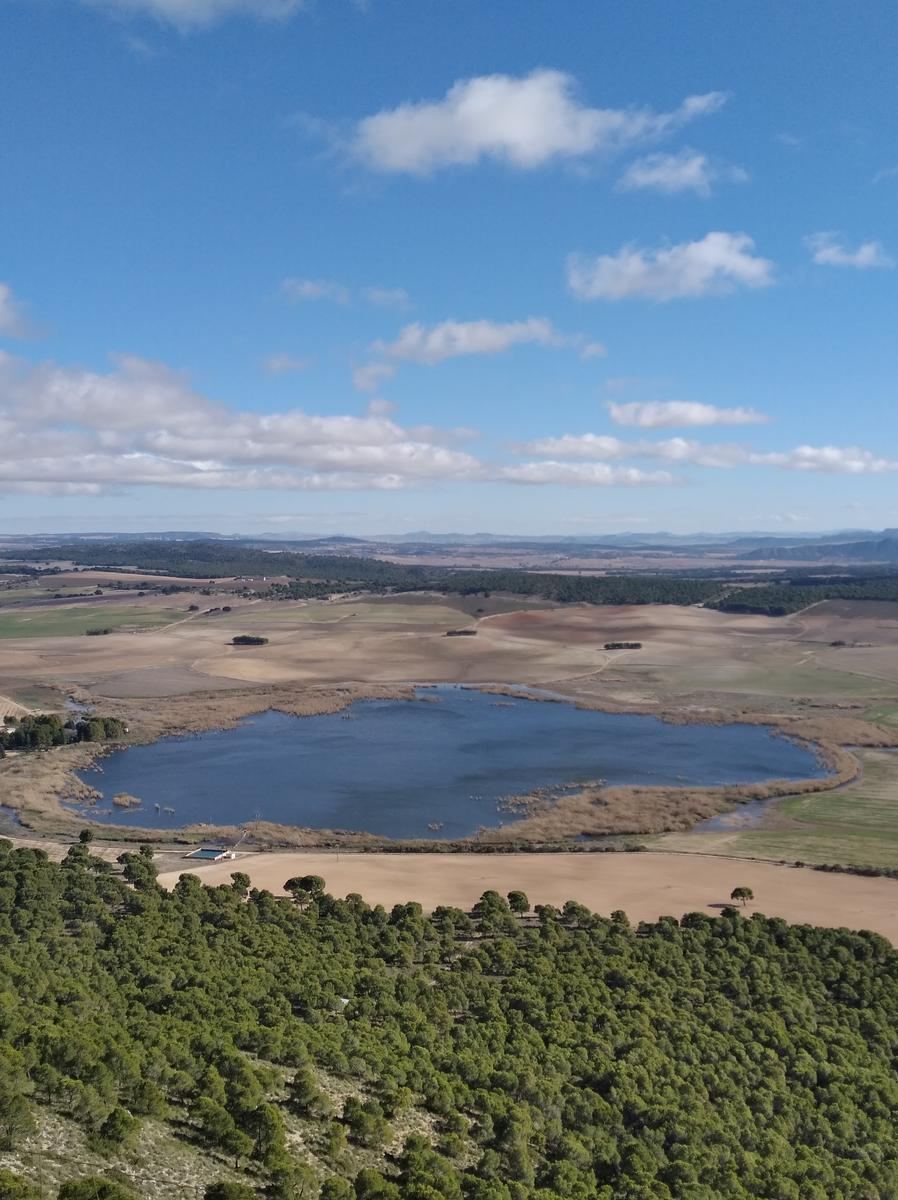
Laguna de Ontalafia

Cerrolobo se encuentra enclavado en un entorno natural de gran valor paisajístico dentro de la provincia de Albacete. La pedanía está situada en una zona de transición entre el llano manchego y las primeras elevaciones de la Sierra de Ontalafia, lo que le confiere un paisaje variado que combina llanuras de cultivo con áreas de monte bajo y formaciones rocosas. 
Nada más ascender a esta sierra, se puede visitar una antigua necrópolis de la Edad del Bronce, localizada en el interior de una cueva, donde se hallaron diversos enterramientos humanos. Además, en toda la sierra abundan vestigios de antiguas civilizaciones, como rascadores, restos de cerámica, algún aljibe y el emplazamiento de un antiguo poblado de la misma época, situado estratégicamente para el control del territorio. 
Una de las principales referencias geográficas y ambientales próximas a Cerrolobo es la Laguna de Ontalafia, un humedal estacional que alberga una interesante biodiversidad, especialmente aves migratorias. Esta laguna, aunque de carácter intermitente, es un punto de interés para los amantes de la naturaleza y para los estudios sobre ecosistemas endorreicos de la región manchega.
La cercanía de estos espacios naturales convierte a Cerrolobo en un enclave atractivo para el senderismo, la observación de fauna y flora, y el disfrute del paisaje rural. El entorno, poco alterado por la urbanización, conserva en buena medida su carácter tradicional, siendo representativo del paisaje típico de la comarca de la Mancha oriental.

## Fiestas patronales
Cerrolobo celebra dos festividades patronales a lo largo del año, reflejo de su arraigada tradición religiosa y comunitaria.   
San Blas

La festividad de San Blas, patrón de la localidad, se conmemora el 3 de febrero. Durante esta jornada se celebra una misa en honor al santo, seguida de actividades que fomentan la convivencia vecinal. Entre ellas, destacan almuerzos populares, encuentros entre vecinos y eventos culturales que reúnen tanto a los habitantes de la pedanía como a visitantes de localidades cercanas.
Virgen de las Nieves

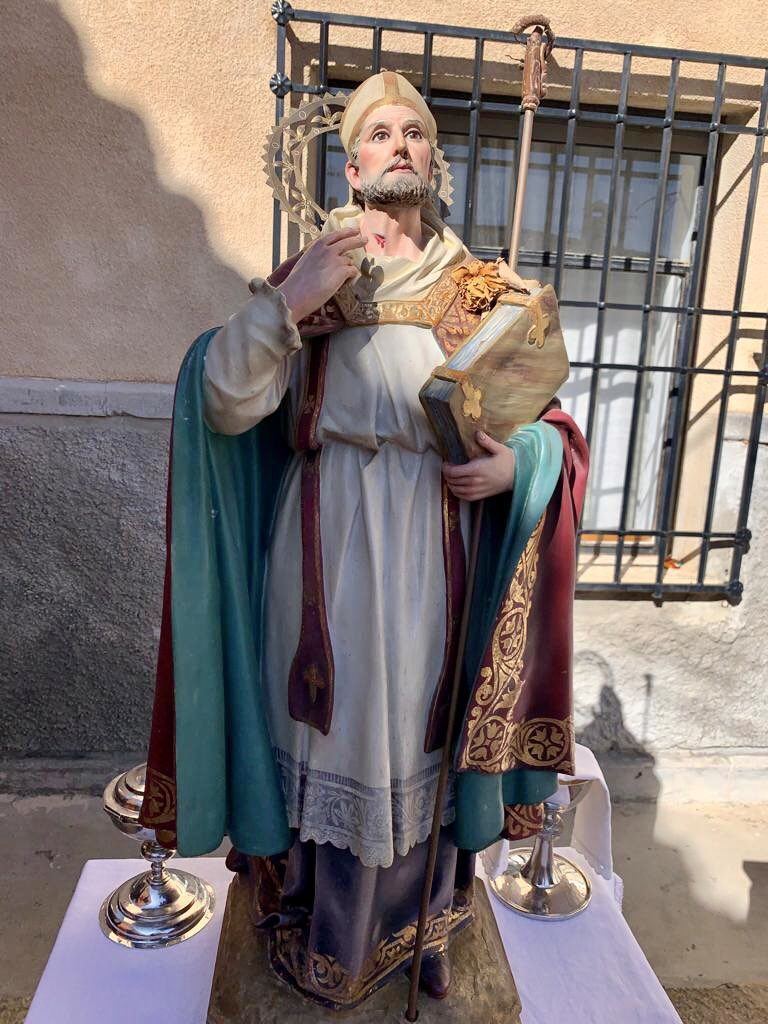
San Blas, patrón de Cerrolobo

El 5 de agosto se celebra la festividad en honor a la Virgen de las Nieves, patrona de Cerrolobo. La jornada incluye una misa solemne y diversas actividades lúdicas, musicales y culturales organizadas por los vecinos. Es una fecha muy esperada por muchos cerrolobeños, especialmente por quienes regresan al pueblo en verano para reencontrarse con familiares y amigos.     

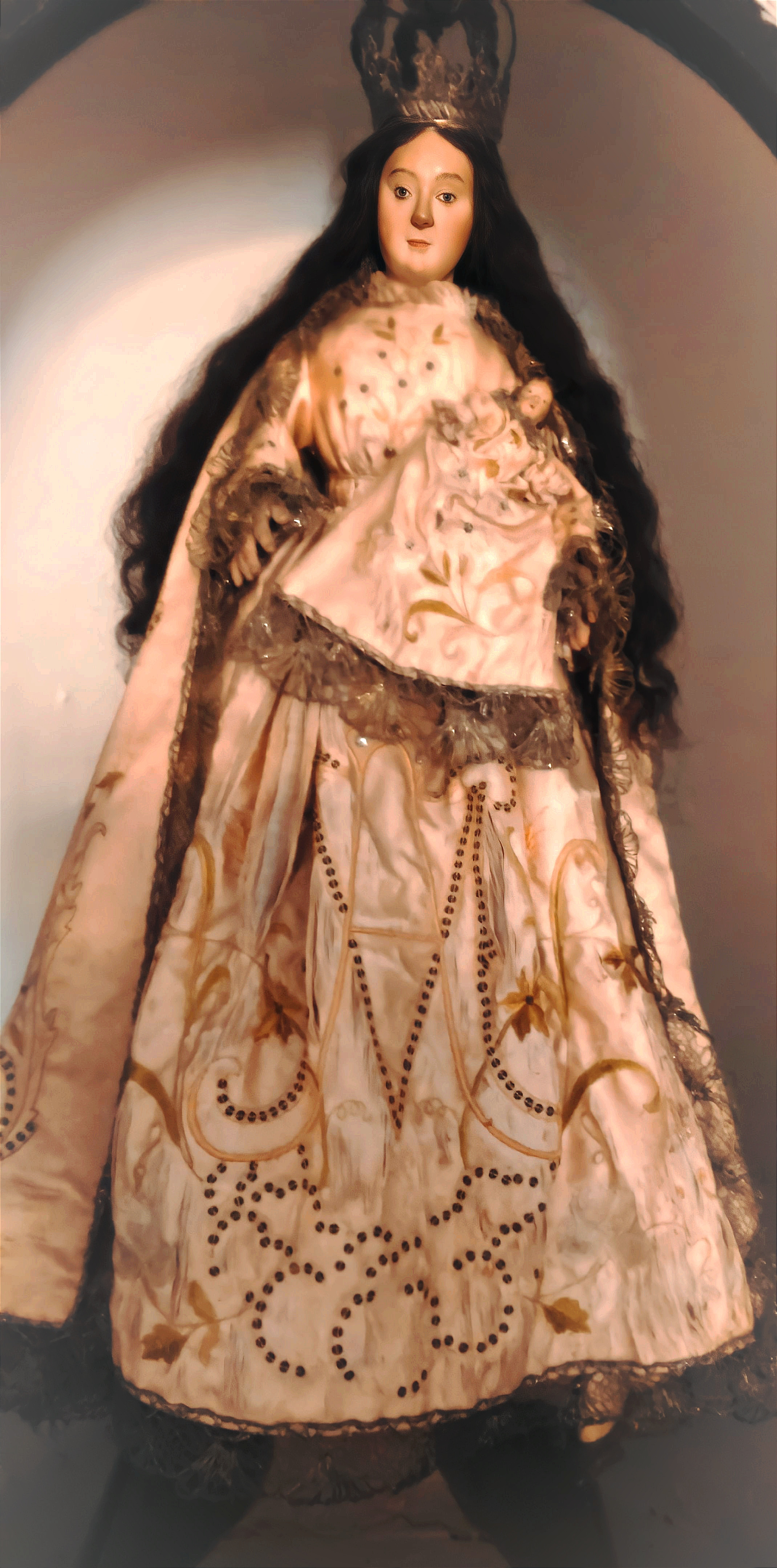
Ntra Sra de Las Nieves, patrona de Cerrolobo

Ambas celebraciones son momentos clave en el calendario local, fortaleciendo los lazos comunitarios y preservando las tradiciones que definen la identidad de Cerrolobo.
Durante las fiestas de la Virgen de las Nieves de Cerrolobo, la misa es acompañada musicalmente por la Asociación Musical "San Marcos" del Salobral. Después de la misa, esta banda realiza un concierto en el pueblo, deleitando a los asistentes con su música.
Un momento destacado en la historia de estas fiestas fue en el año 2023, cuando la Asociación Musical "San Marcos" interpretó por primera vez el Himno a Cerrolobo, compuesto en honor a San Blas y la Virgen de las Nieves. La letra de este himno contó con la colaboración de una vecina anónima de Cerrolobo, quien aportó parte de la letra. Desde entonces, este himno se ha convertido en una tradición anual, siendo interpretado por la banda en las fiestas de la Virgen de las Nieves.

## Iglesia
La iglesia de Nuestra Señora de las Nieves es el principal templo religioso de la pedanía de Cerrolobo, en la provincia de Albacete. Se encuentra situada en el barrio antiguo del pueblo y desempeña un papel central en la vida religiosa y social de sus habitantes.
Pertenece a la diócesis de Albacete, dentro del arciprestazgo de Chinchilla, y en la actualidad está atendida por el párroco de Pozo Cañada, don Francisco Callejas.
Aunque no se conoce con exactitud la fecha de su construcción, la iglesia ha estado presente durante varias generaciones como espacio de culto y de encuentro. En ella se celebran los principales actos religiosos del calendario local, como las festividades de San Blas (3 de febrero) y de la Virgen de las Nieves (5 de agosto), patrona de la localidad.
- Datos: Q5763462
- Multimedia: Cerrolobo / Q5763462